# Agressie (poker)

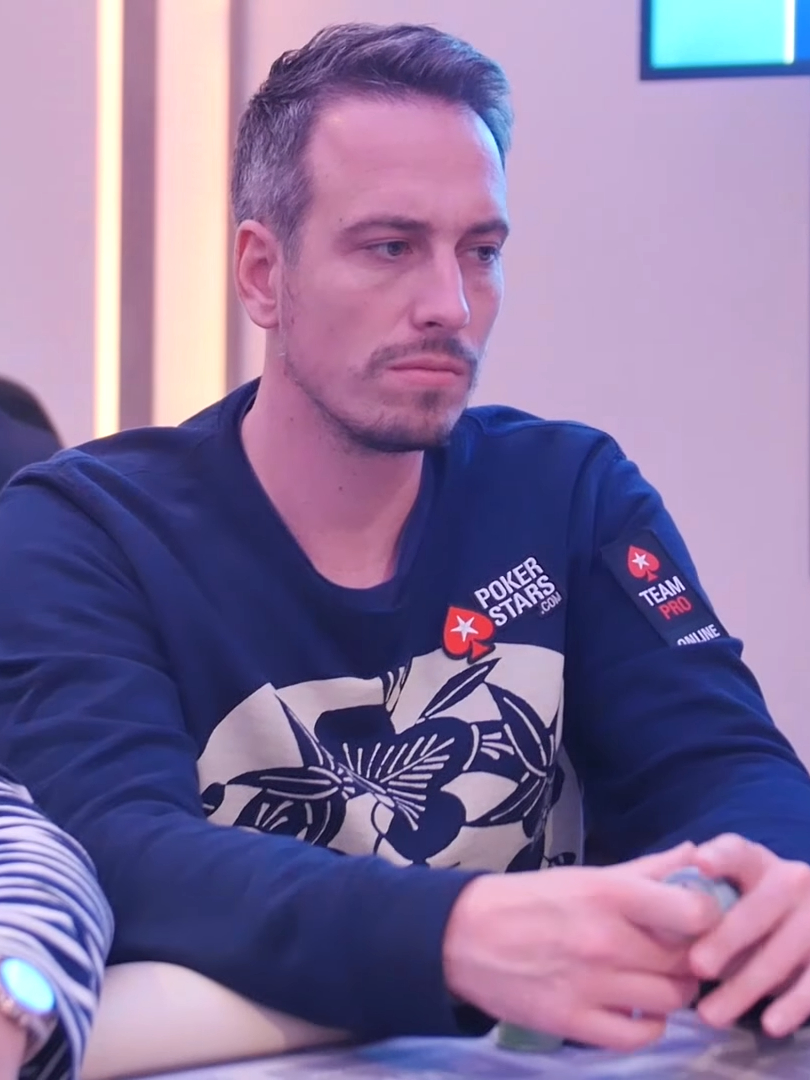
Lex Veldhuis wordt gezien als een zeer agressieve pokerspeler.

Agressie (Engels: aggression) bij poker heeft betrekking op de speelstijl en strategie van een speler. Men spreekt van een agressieve speelstijl wanneer een pokerspeler het initiatief neemt en veel bets en raises maakt en relatief weinig calls. Men spreekt van een passieve speelstijl wanneer iemand veel callt ten opzichte van zijn bets en raises.
Agressie in poker heeft niets te maken met de algemene definitie van agressie.

## Soorten speelstijlen
Binnen de agressieve en passieve speelstijlen zijn subtypes te onderscheiden:
- Tight-aggressive: Een speelstijl die zich kenmerkt door het spelen van relatief weinig handen (doorgaans alleen de allersterkste handen), maar de handen die gespeeld worden, worden agressief ingestoken. Deze speelstijl wordt ook wel solid genoemd. Het voordeel van het zijn van tight-agressive is dat het af en toe mogelijk is om te bluffen. Tegenstanders denken immers dat zij altijd tegenover een goede hand zitten.
- Loose-aggressive: Een speelstijl waarbij iemand veel handen speelt en deze handen agressief speelt en veel druk zet op tegenstanders. Loose-aggressive spelers spelen een wijd scala van zowel goede handen als blufs waardoor het voor tegenstanders moeilijk is om een inschatting te maken van de handsterkte. Profitabel loose-aggressive spelen vereist veel spelinzicht en vermogen tot aanpassing.[1] Wanneer iemand extreem loose-aggressive speelt, wordt deze persoon ook wel een maniak genoemd.
- Tight-passive: Tight-passive spelers spelen zeer voorzichtig en nemen weinig risico. Ze spelen weinig handen en zullen postflop alleen continueren als ze een sterke combinatie hebben gemaakt. Deze speelstijl wordt ook wel weak of weak-tight genoemd. Een extreem tighte speler, die alleen de allerbeste handen speelt, wordt ook wel een rock of nit genoemd.
- Loose-passive: Een loose-passive speler speelt veel handen en checkt en callt deze vooral. Een loose-passive speler legt een hand niet zomaar weg en zal zijn draws (wanneer hij nog mogelijkheden om zijn hand te verbeteren) najagen (chasen) door bets te callen. Een loose-passive speler wordt daarom ook wel een calling station genoemd.

Auteurs zoals Dan Harrington en Doyle Brunson raden spelers aan om agressief te spelen.

## Agressie in cijfers
De mate van iemands agressie aan de pokertafel kan worden uitgedrukt in twee variabelen: de aggression factor en de aggression frequency.

### Aggression factor
De aggression factor drukt uit hoe vaak iemand bet of raiset ten opzichte van zijn calls (checks en folds tellen niet mee). De formule is als volgt:
{\displaystyle {\frac {(Bets+Raises)}{(Calls)}}}
Een aggression factor kleiner dan 1 betekent dat een speler vaker callt dan zelf inzet. Deze spelers zitten aan de passieve kant van het spectrum.

### Aggression frequency
De aggression frequency geeft aan hoeveel procent van de acties van een speler agressief waren. De formule hiervoor is als volgt (checks tellen niet mee):
{\displaystyle {\frac {(Bets)+(Raises)}{(Bets+Raises+Calls+Folds)}}\times 100}